# Матеуш Гжесяк
Матеуш Гжесяк (пол. Mateusz Grzesiak, нар. 3 квітня 1980 в Білостоці) — польський консультант, психолог, академічний викладач, кандидат економічних та соціальних наук. Автор книг з менеджменту, маркетингу та психології. Творець Mixed Mental Arts – інтегрованої моделі м'яких навичок. Гжесяк вніс значний вклад у створення, а потім популяризацію ринку особистого розвитку в Польщі.

## Біографія

### Освіта
Навчався на факультеті права та адміністрації Варшавського університету (2004 р.) та факультеті психології Університету соціальних та гуманітарних наук (2008 р.). був стипендіатом Рейнського університету Фредеріка Вільгельма у Бонні (2002–2003). Він є кандидатом економічних наук з науки управління (2017 р.) та кандидатом соціальних наук з педагогіки (2020 р.). Він також має докторську ступінь з психології (2021).

### Бізнес-діяльність
Ділову активність Матеуш Гжесяк розпочав у 2005 році. З 2013 року він є президентом правління компанії Starway, яка пропонує послуги з навчання.
Він проводить авторське навчання в країні і за кордоном – у Південній Америці (іспанською в Еквадорі, Мексиці та Колумбії, португальською в Бразилії) та в Європі (німецькою в Німеччині, англійською у Англії, Ірландії, Швейцарії, та Словенії, Ізраїлі, російською в Україні). Бере участь у міжнародних конгресах з лідерства (зокрема США), де є спікером. В 2018 входив до складу журі конкурсу «Business Inspirators Кращий роботодавець».
Проводить навчання та реалізує проекти в галузі стратегії продажів, лідерства та менеджменту для компаній автомобільної, паливної, FMCG, енергетичної, косметичної, банківської, страхової та ІТ-сфер, у т.ч. Audi, Arbonne, Google, Coca-Cola, Volkswagen Bank, Aviva, Porsche, Atlas, Noble Bank, Danone, LOTOS, Sysmex, Credit Agricole Bank, Roche, BNP Paribas, ING, Orlen, Aviva, Burda Publishing, Press Glass та Infosys. Він був одним з організаторів конференцій та заохочувальних зустрічей, виступаючи, зокрема, на конференціях з Робертом Чалдіні, Робертом Кійосакі, Джеком Кенфілдом, Тоні Роббінсом, Бобом Проктором, Лесом Брауном та Браяном Трейсі. Був почесним членом програмної ради Польсько-американського саміту лідерів 2018 року. Виступає у Польщі та за кордоном на книжкових ярмарках та ярмарках вакансій, де його виступи залучають велику аудиторію. Працює індивідуально зі спортсменами (у тому числі з Якубом Жезничаком, Агнєшкою Качоровською, Пшемиславом Салетою, Троєм Бетчелором, Отілою Енджейчак, Патрицією Вицішкєвіч), політиками (у тому числі Ягою Хупало, Наталією Леш, Матеушем Дамєнцьким) та підприємцями (у тому числі Рафалом Бжоскою, Аркадіушом Мусієм, Бартошем Скварчек). Він є автором книг та публікацій у пресі, створює власне навчальне телебачення. Веде канал на YouTube, де представляє відеоролики про саморозвиток та бізнес-практики, а також блог.
З 2018 він є послом кампанії HTC. Посол різних брендів, у т.ч. New Balance. Творець авторських навчальних програм в університетах, які він реалізує в рамках програм MBA та постдипломної освіти, розроблених та проведених ним самим у галузі маркетингу, менеджменту, лідерства та коучингу.

### Соціальна та благодійна діяльність
Гжесяк бере активну участь у соціальних кампаніях та благодійних акціях, просуває жіноче підприємництво. Він бере участь у кампаніях таких організацій, як Великий Оркестр Святкової Благодійності, Фонд «Маю мрію», Фонд «Між небом та землею» i «Global Woman Summit». Він також активно підтримує польську громаду в Англії, Ірландії, Німеччині та США. Він є послом загальнонаціональної кампанії Odblaskowi.pl, метою якої є пропаганда носіння світловідбивних елементів, що покращують видимість пішоходів та велосипедистів і, таким чином, суттєво впливають на їхню безпеку, а також кампанії #17мільйонів, організованої Фондом допомоги дітям «Різнокольоровий світ» , який надає професійну допомогу дітям, які страждають на дитячий церебральний параліч. Його вважають пропагандистом культури відкритості. Протягом багатьох років робить активні кроки щодо впровадження м’якої освіти в школах та пропагує ідею т.зв. навчання протягом усього життя.

### Наукова діяльність
Матеуш Гжесяк захистив кандидатську дисертацію у Варшавській школі економіки, тема його дисертації – «Формування особистого бренду за допомогою YouTube на прикладі Польщі та США». Він є автором наукових статей та гостем наукових конференцій у Польщі та за кордоном (включаючи Італію, Китай та Об'єднані Арабські Емірати). Веде заняття у численних китайських університетах, зокрема, в Чжункайському сільськогосподарському та інженерному університеті, Південно-Китайському сільськогосподарському університеті, Північно-Китайському технологічному університеті та Морському університеті Гуанчжоу в області менеджменту, маркетингу, підприємництва, вивчення мов, психології. Читав лекції, зокрема, у Варшавській школі економіки, Вищій школі бізнесу в Домброва-Гурніча, Університеті у Щецині, Університеті підприємництва та менеджменту в Любліні, Університеті економіки в Катовицях та Оксфордському університеті. З 2017 року — асистент кафедри менеджменту та член Сенату Вищої школи бізнесу в Домброва-Гурніча. Гжесяк є активним членом наукових комітетів, в т.ч. Наукового комітету конференції з професіоналізації творчості, організованої Гуманітарно-економічною академією в Лодзі та членом Ради Експертів Вищій школі бізнесу в Домброва-Гурніча, а також членом Польського економічного товариства, Польського науково-маркетингового товариства, Наукового товариства організації та менеджменту та Американської маркетингової асоціації. Також активно бере участь у міжнародних дослідницьких проектах – у 2018 році разом з науковцями з Польщі, Італії, Франції та Німеччини брав участь у програмі E-comma, що фінансується Європейським Союзом та Erasmus++, метою якої було виявлення нових професійних ролей в електронному маркетингу та e-commerce та створення відповідного навчання в цій галузі. Він запрошується до складу програмних рад наукових конференцій, в т.ч. Міжнародної конференції, організованої Університетом економіки в Катовицях під назвою «Бізнес у культурі – культура в бізнесі», а також Оргкомітетів, в т.ч. Конференції Socialia 2018, присвяченої соціально-освітнім проблемам сучасної Європи. З 2018 року є членом Міжнародного товариства схемотерапії.

### Публіцистика
Він є автором статей, зокрема, для Forbes Brasil, Administradores, Warsaw Business Journal і NaTemat, а також автор фейлетонів для тижневика Wprost, а також для журналу Elleman. Виступає як експерт телевізійних і радіопрограм у Польщі та за кордоном. Його неодноразово цитували польські, словацькі, австрійські, російські, українські, в’єтнамські та англійські вебсайти (включаючи NBC і The Oprah Magazine). ЗМІ називають його найпопулярнішим психологом, тренером і консультантом у Польщі.

### Публікації
| ISBN              | назва | Видавництво               | місце та рок видання |
| ----------------- | --- | ------------------------- | -------------------- |
| 978-83-246-1083-9 | TyMyśl. Inaczej inni zrobią to za Ciebie… (Думай ти. Інакше інші за зроблять за тебе…) | Видавництво Helion/Sensus | Глівіце 2007         |
| 978-83-246-1404-2 | Alpha Male | Видавництво Helion/Sensus | Глівіце 2008         |
| 978-83-246-1520-9 | Alpha Female | Видавництво Helion/Sensus | Глівіце 2009         |
| 978-83-61299-81-3 | Wyjątkowy Nauczyciel. Szkolenia XXI wieku (Винятковий вчитель. Навчання XXI століття) | Gruner+Jahr Polska        | Варшава 2009         |
| 978-83-246-2737-0 | Alpha Human | Видавництво Helion/Sensus | Глівіце 2010         |
| 978-83-246-3704-1 | Ego-rcyzmy | Видавництво Helion/Sensus | Глівіце 2012         |
| 978-83-246-9655-0 | Success and Change | Видавництво Helion/Sensus | Варшава 2014         |
| 978-83-283-0801-5 | 100 happy days, czyli jak się robi szczęście w 100 dni (100 happy days, або як створити щастя протягом 100 днів) | Onepress                  | Глівіце 2015         |
| 978-83-283-1100-8 | Psychologia relacji, czyli Jak budować świadome związki z partnerem, dziećmi i rodzicami (Психологія стосунків, або Як побудувати свідомі стосунки з партнером, дітьми та батьками)                                           | Видавництво Helion        | Глівіце 2016         |
| 978-83-283-1350-7 | Psychologia Sprzedaży — droga do sprawczości, niezależności i pieniędzy (Психологія продажів — шлях до сили, незалежності і грошей)                                                                                           | Видавництво Helion        | Глівіце 2016         |
| 978-83-283-1363-7 | Psychologia Zmiany — najskuteczniejsze narzędzia pracy z ludzkimi emocjami, zachowaniami i myśleniem (Психологія змін — найефективніший інструмент для роботи з людськими емоціями, поведінкою та мисленням)                  | Видавництво Helion        | Глівіце 2016         |
| 978-83-246-4760-6 | Psychologia Nauczania — czyli jak skutecznie prowadzić szkolenia, zarządzać grupami i występować przed publicznością (Психологія викладання — як ефективно проводити тренінг, керувати групами та виступати перед аудиторією) | Видавництво Helion        | Глівіце 2017         |
| 978-83-948280-0-4 | Psychologia Hejtu, czyli jak radzić sobie z krytyką w życiu osobistym i zawodowymi (Психологія хейту, або як собі давати раду з критикою в особистому та професійному житті)                                                  | Starway                   | Варшава 2017         |
| 978-3-319-69696-6 | Personal Brand Creation in the Digital Age: Theory, Research and Practice | Palgrave Macmillan        | Лондон 2018          |
| 978-83-283-4816-5 | Podręcznik perswazji. Najskuteczniejsze metody przekonywania innych i świadomej ochrony przed manipulacją (Як переконувати. Найефективніші методи переконання інших і свідомого захисту від маніпуляцій)                      | Onepress                  | Глівіце 2018         |
| 978-83-283-4916-2 | Kalendarz CreateYourself 2019 (Календар CreateYourself 2019) | Видавництво Helion        | Глівіце 2018         |
| 978-83-283-5761-7 | Fast Languages. Szybka nauka języków obcych (Fast Languages. Вивчайте іноземні мови швидко) | Onepress                  | Глівіце 2019         |
| 978-83-283-5859-1 | Personal branding, czyli jak skutecznie zbudować autentyczną markę osobistą (Персональний брендинг, або як ефективно побудувати справжній особистий бренд)                                                                    | Onepress                  | Глівіце 2019         |
| 978-83-283-5861-4 | Kalendarz Create Yourself 2020 (Календар CreateYourself 2020) | Onepress                  | Глівіце 2019         |
| 978-83-948280-4-2 | M̶Twoja (R)ewolucja (M̶Твоя (Р)еволюція) | Starway                   | Варшава 2019         |
| 978-83-283-6893-4 | Kalendarz Create Yourself 2021 (Календар CreateYourself 2021) | Onepress                  | Глівіце 2020         |
| 978-83-283-6781-4 | Pewność Siebie (Впевненість у собі) | Onepress                  | Глівіце 2020         |
| 978-83-66491-03-8 | Marka osobista w kształtowaniu kariery zawodowej kadry menedżerskiej (Персональний бренд у формуванні професійної кар'єри управлінського персоналу)                                                                           | Difin                     | Варшава 2020         |
| 978-83-283-8154-4 | Bądź skuteczny. 50 narzędzi rozwijających efektywność osobistą i zawodową (Будь ефективним. 50 інструментів для розвитку особистої та професійної ефективності)                                                               | Onepress                  | Глівіце 2021         |
| 978-83-283-8227-5 | Kalendarz Create Yourself 2022 (Календар CreateYourself 2022) | Onepress                  | Глівіце 2021         |

### Нагороди
Його книгу «Успіх і зміни» у 2015 році обрали інтернет-користувачі та нагородили статуеткою Теофраста в категорії найпопулярнішої психологічної книги. Ця публікація вийшла також німецькою мовою. Гжесяк був нагороджений статуеткою «Manager Award 2017» за впровадження сучасних форм управління в польських компаніях, включаючи партисипативний менеджмент, впровадження інноваційних стратегій продажів в автомобільній та паливній промисловості та міжнародні дослідження щодо формування бренду в соціальних мережах та пов’язані з цим маркетингові наслідки. Він також був нагороджений статуеткою «Оптиміст року 2017» за те, що «надихнув мільйони поляків на позитивне мислення, взаємну доброту та співпрацю, а також за пропагування ідеї особистісного розвитку та мотивацію до інновацій та креативності у професійному житті», «Люкс-бренд року 2017», «Символ польського наставництва 2017» та нагороду «Good Gen of Innovation» від журналу Wprost за створення фірмових та інноваційних моделей продажів для e-комерції та цифрового брендингу. Є лауреатом статуетки «Натхнення бізнесу 2017», яка присуджується кращим менеджерам Польщі. Нагороджений статуеткою «Бізнес-тигр» 2018 року за ефективне поєднання світу науки та бізнесу та просування польського підприємництва за кордоном. Його наукові статті відзначаються на міжнародних наукових конференціях, в т.ч. статтю «Поведінка молодих споживачів у соціальних мережах та їх вплив на розвиток особистого бренду», співавтором якої був Гжесяк разом із проф. Катажиною Білінською-Реформат був удостоєний премії Research Excellence Award на Міжнародній науковій конференції з проблем бізнесу та соціальних наук у Дубаї. У рамках плебісциту Orły журналу «Wprost» він був нагороджений статуеткою польського вчителя бізнесу – за впровадження сучасних методів навчання, що ведуть до розвитку польських підприємств та створення бізнес-лідерів. У 2018 році він також отримав звання «Провідник року 2018» за стимулювання соціально-економічних змін шляхом впровадження сучасних освітніх рішень на рівні вищої освіти. Премія присуджується людям, які у своїй діяльності керуються соціальними потребами. Разом із проф. габ.д-р Катажиною Білінською-Реформат з Університету економіки в Катовицях отримав нагороду «Наука для бізнесу» за створення інноваційних і відчутних переваг бізнес-рішень у сфері менеджменту та маркетингових наук для сектора малого та середнього бізнесу, а також встановлення нових напрямків розвитку для галузі навчання та консалтингу.  У 2018 році Інститут бізнесу присвоїв йому звання «Посол інновацій 2018» за розробку моделі Mixed Mental Arts. У тому ж році він був нагороджений статуеткою «Сила польського наставництва» за його послідовні зусилля щодо поширення наставництва в Польщі для бізнесу та індивідуальних реципієнтів. У 2019 році отримав премію «Топ-президент» для найцікавіших, найкращих, перспективних та надихаючих менеджерів. У тому ж році він також отримав статуетку «Міжнародний успіх року» за наукові та ділові досягнення на зовнішніх ринках та пропаганду культури освіти і був удостоєний звання «Заслужений для багаторівневого маркетингу». Нагороджений також медаллю Національної освітньої комісії. Журнал Law Business Quality також нагородив його спеціальною нагородою за підтримку та діяльність на благо жінок. У грудні 2019 року отримав нагороду «Взірець підприємництва» від Клубу бізнес-центру «Студентський форум». У 2019 році він отримав Green Card і став резидентом США на основі EB1 – широко відомої як «Віза для геніїв» і нагороджений за виняткові досягнення в науці та бізнесі. У 2020 році керована ним компанія Starway отримала престижну нагороду Forbes Diamonds 2020.

### Спорт
Сильно пов’язаний зі спортом. Тренує боротьбу, є володарем фіолетового поясу з бразильського джіу-джитсу. Є волейбольним арбітром і молодшим рятувальником на воді. Має звання дайв-майстра PADI. У ЗМІ виступає як пропагандист здорового способу життя. Існують численні публікації про його фізичну трансформацію.

### Музика
Він є автором концепції та текстів альбому Anioły i Demony (Ангели і Демони), випущеного Step Records, музику до якого написав та аранжував Марцін «Pawbeats» Павловскі. Збігнєв Замаховський та Данута Стенька також були гостями на альбомі, що складається з 12 пісень. Альбом є поєднанням музики, науки, мистецтва та психології.